# Resultados do Carnaval de Porto Alegre em 2023
Os resultados do Carnaval de Porto Alegre em 2023, foram divulgados no dia 7 de março no Complexo Cultural do Porto Seco. A campeã foi a Estado Maior da Restinga apresentando o enredo: Bendita és Tu, Anastácia. Negra dos Olhos Azuis.

## Série Ouro
| Colocação | Escola                     | Enredo                                                                                    | Pontos | Nota                                           | Punição | Ref.  |
| --------- | -------------------------- | ----------------------------------------------------------------------------------------- | ------ | ---------------------------------------------- | ------- | ----- |
| 1.º       | Estado Maior da Restinga   | Bendita És Tu "Anastácia", Negra dos Olhos Azuis                                          | 160,0  | Desempate Quesito Mestre-sala e Porta-bandeira |         | [ 1 ] |
| 2.º       | Unidos de Vila Isabel      | O Que Vale Ouro?                                                                          | 160,0  | Desempate Quesito Mestre-sala e Porta-bandeira |         | [ 1 ] |
| 3.º       | Imperatriz Dona Leopoldina | Sozinhos Somos Fortes, Juntos Somos Imbatíveis! A Cooperação Nos Fará Campeões!           | 159,9  | Desempate Quesito Samba Enredo                 |         | [ 1 ] |
| 4.º       | Bambas da Orgia            | Ilu Ayê! Escola de Bamba é Portela                                                        | 159,9  | Desempate Quesito Samba Enredo                 |         | [ 1 ] |
| 5.º       | Imperadores do Samba       | Theatro São Pedro - Sublime Sobre o Templo                                                | 159,8  |                                                |         | [ 1 ] |
| 6.º       | Acadêmicos de Gravataí     | Brilha nos Olhos da Onça Negra, Gravataí: a Cidade do Futuro                              | 159,7  |                                                |         | [ 1 ] |
| 7.º       | Realeza                    | A Divina Realeza do Basfond é uma Dama de Barba Malfeita                                  | 159,6  |                                                | - 0,1   | [ 1 ] |
| 8.º       | União da Vila do IAPI      | Na Locomotiva da Memória, a Vila Canta Bodas de Diamante, Integração Brasil/Coreia do Sul | 159,5  |                                                |         | [ 1 ] |
| 9.º       | Fidalgos e Aristocratas    | Laroyê, Xica da Silva. Xica é Modjubá. Um Legado Africano, a Resistência de uma Raça      | 159,4  | Desempate Quesito Bateria                      |         | [ 1 ] |
| 10.º      | Império do Sol             | Resido na Morada do Amor                                                                  | 159,4  | Desempate Quesito Bateria                      | - 0,1   | [ 1 ] |

## Série Prata
| Colocação | Escola                                     | Pontos | Nota                           | Ref.  |
| --------- | ------------------------------------------ | ------ | ------------------------------ | ----- |
| 1.º       | Copacabana                                 | 159,9  | Promovida para série ouro 2024 | [ 1 ] |
| 2.º       | Academia de Samba Praiana                  | 159,8  |                                | [ 1 ] |
| 3.º       | Unidos da Vila Mapa                        | 159,3  | Desempate nos Quesitos         | [ 1 ] |
| 4.º       | Protegidos da Princesa Isabel              | 159,3  | Desempate nos Quesitos         | [ 1 ] |
| 5.º       | Império da Zona Norte                      | 159,3  | Desempate nos Quesitos         | [ 1 ] |
| 6.º       | União da Tinga                             | 159,3  | Desempate nos Quesitos         | [ 1 ] |
| 7.º       | Filhos de Maria                            | 159,1  |                                | [ 1 ] |
| 8.º       | Academia Samba Puro                        | 158,0  |                                | [ 1 ] |
| 9.º       | Acadêmicos da Orgia                        | 157,5  |                                | [ 1 ] |
| 10.º      | Mocidade Independente da Lomba do Pinheiro | 157,3  |                                | [ 1 ] |